# Краснов Андрій Миколайович
Краснов Андрій Миколайович (27.10(08.11).1862, Петербург — 19.12.1914 (01.01.1915), Батумі) — геоботанік, ґрунтознавець, географ. Екстраординарний (1889), ординарний (1894) професор створеної ним кафедри фізичної географії та антропогеографії Харківського університету, професор ботаніки Харківського ветеринарного інституту. Засновник Батумського ботанічного саду.

## Життєпис

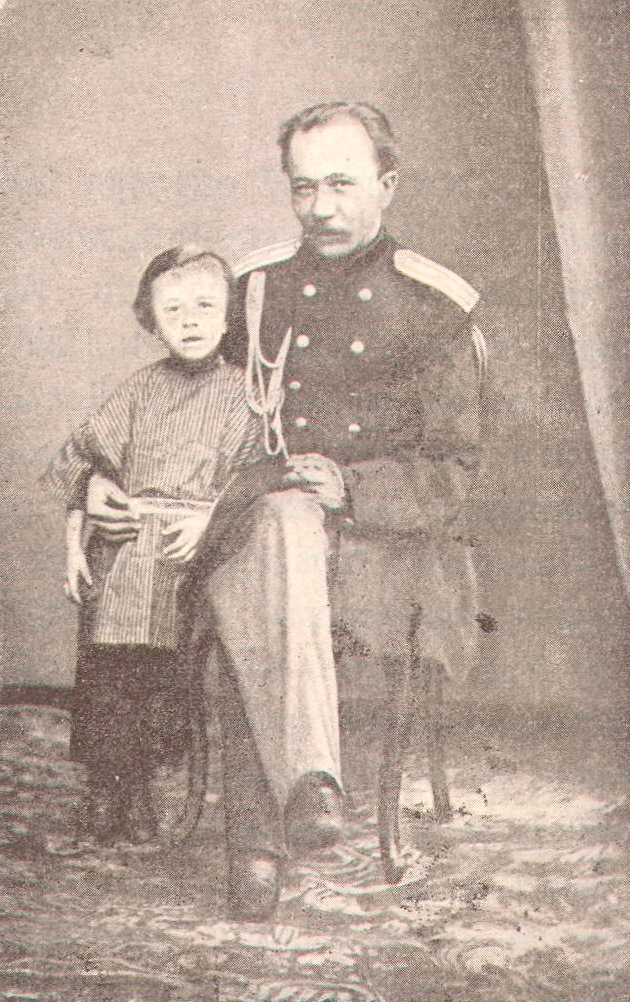
Андрій з батьком

Народився в родині донських козаків. Закінчив Першу Санкт-Петербурзьку гімназію (із золотою медаллю), природниче відділення фізико-математичного факультету Петербурзького університету (1885). В університеті Краснову читали лекції Андрій Бекетов, Василь Докучаєв, Дмитро Менделєєв, Іван Сєченов.
Зі студентських років брав активну участь у дослідницьких експедиціях. У 1882 р. студентом 2 курсу був прикомандирований до експедиції для збирання рослин в південній частині Томської губернії. У 1883 році брав участь у геоботанічних дослідженнях в Нижегородській губернії. У 1884 р. роботу «Про походження чорнозему», яку було удостоєно золотої медалі.

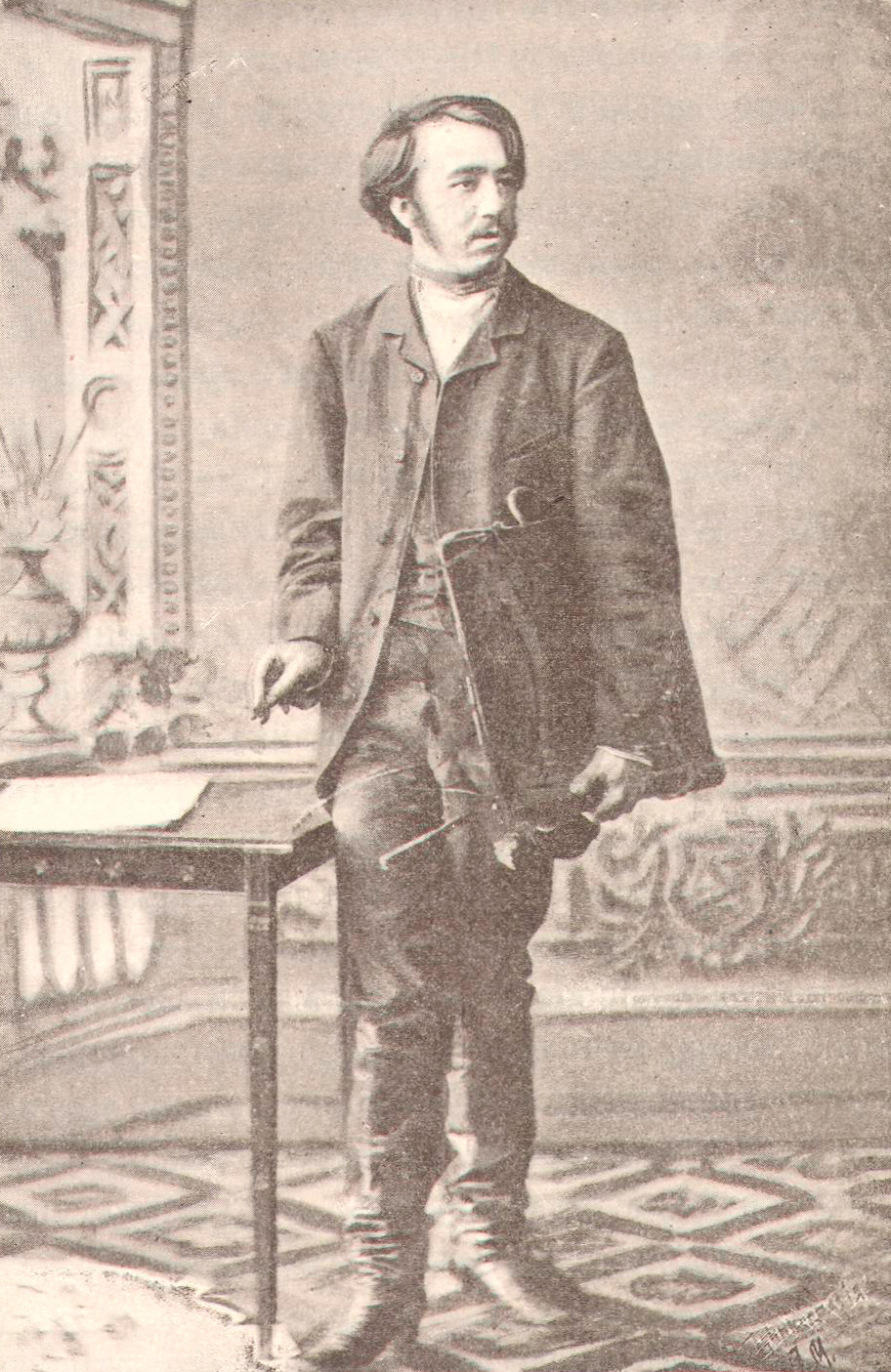
Студент університету

Коли в середині 80-х років постало питання про очолення географічної кафедри у Харківському університеті, Бекетов та Докучаєв рекомендовали на цю посаду Краснова. Краснов перед закінченням студіювання змінив вузьку спеціалізацію ботаніка на географа. У цей час у нього з'явився ще один учитель — видатний геоморфолог, геолог та географ І. Мушкетов. Він залучив Краснова до Географічного товариства. Під керівництвом Мушкетова та П. Семенова Краснов у 1885 р. брав участь у дослідженні Калмицьких степів (за цю роботу отримує срібну медаль Географічного товариства). У 1886 р. Навесні 1886 був відряджений від Імператорського російського географічного товариства для дослідження ґрунтово-рослинного покриву та льодовиків гір Тянь-Шаню, яке дало матеріал для магістерської дисертації.
У 1887 р. Краснов склав магістерські іспити та вирушив у відрядження від університету до Західної Європи для підготовки до професорської діяльності. Вивчав рослинність Альп, брав участь у конгресі геологів, виступав з доповідями та лекціями в університетах Бреславля, Берліна, Парижа, Лондона, знайомився в них з постановкою викладання географії.

## Наукова діяльність
18 березня 1889 р. захистив магістерську дисертацію «Досвід історії розвитку флори південної частини Східного Тянь-Шаню», ця робота була відзначена золотою медаллю Географічного товариства. На цей час Краснов уже мав понад 40 наукових праць, надрукованих у Росії, Франції, Англії, Німеччині.
У тому ж році Краснова призначено екстраординарним професором Харківського університету. 16 вересня 1889 р. Краснов прочитав вступну лекцію в «Географія як нова університетська наука». Очолив кафедру фізичної географії та антропогеографії університету. У 1889 р. Краснов викладав географію рослин, а з 1890 загальне землезнавство, антропологію, географію частин світу та країн. З 1889 р. Краснов також викладав курс ботаніки в Харківському ветеринарному інституті, Окрім науково-педагогічної, Краснов займався просвітницькою діяльністю: читав публічні лекції, керував вечірніми робітничими курсами, брав участь у діяльності місцевої преси, відкрив у Харківському університеті Географічний кабінет (1890) і студентський географічний гурток, створив при міському музеї географічний відділ, організував при Харківському ветеринарному інституті ботаніко-географічний сад (1906), що став прототипом Батумського ботанічного саду.
Краснов підготував перший вітчизняний підручник із загального землезнавства для університетів, який витримав три видання.
На початку 1890 р. Краснов взяв участь у Полтавській експедиції В. Докучаєва. У 1890 р. здійснив, разом з студентами, екскурсію по Сванетії (Кавказ). Восени того ж року проїхав Північну Америку і повернувся через Нову Мексику.
У 1891 р. разом зі співробітнивами та студентами Краснов здійснив екскурсії, підчас яких дослідив територію Харківської та Полтавської губерній, багато займався вивченням Кавказу. Також подорожував по південно-східному Кавказу.
Навесні 1892 р відправився в експедицію для вивчення флори на Сахалін, до Японії, Яви, Цейлону.
З 1893 р відновив читання лекцій в Харківському університеті.
9 квітня 1894 р. Краснов захистив у Московському університеті дисертацію «Трав'яні степи Північної півкулі», за яку був удостоєний наукового ступеня доктора географії та призначений ординарним професором Харківського університету по кафедрі географії. Ця робота стала першою монографією, де степи Землі розглядаються як особлива географічна система. У дисертації Краснов виклав оригінальну геоморфологічну гіпотезу безлісся степів, згідно з якою це явище пояснюється рівнинністю рельєфу та недостатнім дренажем степових вододілів. На прикладі Харківської та Полтавської губерній показав виключне значення цього фактору у розвитку степу та лісу. Великим внеском Краснова в науку була також розробка загальної теорії еволюції геокомплексів Землі починаючи з неогену.
У 1895 р. був відряджений міністерством двору в експедицію в центральну Індію, на Цейлон, в Японію та Китай для вивчення на місці культури чаю, з метою розведення цієї рослини на плантаціях відомства в районі Батумі.
10 травня 1898 р. Краснов одружився з Анастасією Родаковою (онучкою М. Ломоносова), з якою познайомився у будинку Багалія. Вінчання пройшло у сільській церкві під Харковом.
Заснував і очолював (1912—1915) Батумський ботанічний сад на Зеленому Мисі (с. Мцване-Концхі), надавши його експозиціям ландшафтно-географічної структури. Цей сад мав слугувати дослідною установою для акліматизації нових культур в зоні вологих субтропіків Російської імперії. Краснов довів, що тут можна вирощувати чай, мандарини, лимони, хурму, фейхоа тощо.
19 грудня 1914 р. Краснов помер. За заповітом його було поховано на території Батумського ботанічного саду.
Іменем Краснова названо згаслий вулкан висотою 1 094 м на острові Сахалін та декілька видів рослин.

## Праці
- Первое знакомство съ Малороссіей.— У кн.: Европейская Россія. Иллюстрированный географическій сборникъ, составленный преподавателями географіи А. Кпуберомъ, С. Григорьевымъ, А. Барковым и С. Чефрановым. Издание II, исправленное и дополненное, Т-ва И. Н. Кушнерев и К°.— Москва, 1906.— С. 368—374.
- Полтавщина (там само).— С. 387—397.
- Материалы для знакомства с флорою северной границы черноземного пространства: Отчет Спб. о-ву естествоиспытателей об экскурсии в вост. части Нижегор. и прилегающие к ним уезды Симб. губ. / [Соч.] Студента С.-Петерб. ун-та А. Н. Краснова. — Санкт-Петербург: тип. В. Демакова, [1884]. — 30 с.
- Геоботанические исследования в Калмыцких степях: Чит. в общ. собр. Имп. Рус. геогр. о-ва 6 нояб. 1885 г. // Известия Императорского Русского географического общества. — СПб, 1886. — Т. 22, вып. 1. — С. 1—52
- Заметки о растительности Алтая. — Санкт-Петербург: тип. В. Демакова, 1886. — 34 с.
- Очерк быта семиреченских киргиз: (Чит. в собр. Отд-ния этнографии 27 марта 1887 г.) / [Соч.] Д. чл. А. Н. Краснова. — [Санкт-Петербург]: тип. А. С. Суворина, [1887]. — 46 с.
- Список растений, собранных в восточном Тянь-Шане летом 1886 года А. Н. Красновым. — Санкт-Петербург: тип. В. Демакова, [1887]. — 129 с.
- Опыт истории развития флоры южной части Восточного Тянь-Шаня // Зап. Рус. геогр. об-ва. — 1888. — Т. 19. — С. 1—413. — магистерская диссертация.
- Материалы для флоры Полтавской губернии: Результаты флорист. исслед. Полт. губ. — Харьков: Унив. тип., 1891. — [2], 116 с.
- Нагорная флора Сванетии и особенности ее группировки в зависимости от современных условий жизни и влияния ледникового периода: (Предвар. отчет о лет. экскурсии по Сванетии): (Чит. в соедин. заседании отд-ний Географии мат. и Географии физ. 22 дек. 1890 г.) / [Соч.] Д. чл. А .Н. Краснова. — [Санкт-Петербург]: тип. А. С. Суворина, [1891]. — 28 с.
- Современное состояние вопроса о происхождении Слободско-Украинской степи. — Харьков: тип. Губ. правл., [1891]. — 23 с.
- Рельеф, растительность и почвы Харьковской губернии. — Харьков, 1893.
- Из поездки на Дальний Восток Азии: Заметки о растительности Явы, Японии и Сахалина // Землеведение. — 1894. — Т. 1, кн. 2. — С. 59—88.

Т. 1, кн. 3. — С. 7—30.
- Травяные степи Северного полушария // Изв. Об-ва любителей естествознания, антропологии и этнографии. — 1894. — Т. 81 : Труды географического отделения, вып. 7. — С. 1—294.
- Под тропиками // Книжки недели. — СПб., 1894, январь—март—апрель—май. (недоступная ссылка)
- Черты тропической растительности Зондского архипелага по наблюдениям на острове Ява // Зап. Харьк. ун-та. — 1894. — Т. 1.
- Из путевых впечатлений под тропиками // Ист. вестник. — 1895. — Вып. 1. (недоступная ссылка)
- Русские тропики // Ист. вестник. — 1895. — Вып. 2. (недоступная ссылка)
- Основы землеведения. — Харьков: Тип. Зильберберга, 1895. — 164 с.

Вып. 1 : История картографии, форма Земли, распределение суши и её строение: Вып. 2 : Атмосфера, её действие на сушу и море, климаты суши и явления на море, ею создаваемые. — Тип. А. Дарре, 1895. — 138 с.
Вып. 3 : Формы поверхности суши и деятели, их создаваемые. — Тип. А. Дарре, 1897. — 232 с.
Вып. 4, ч. 1 : География растений. Законы распределения растений и описание растительности земного шара. — Тип. А. Дарре, 1899. — 499 с.
- По островам Далекого Востока: Путевые очерки. — СПб.: Ред. «Недели», 1895. — 443 с.
- Чайные округи субтропических областей Азии. Культурно-географические очерки Дальнего Востока. Вып. 1—2. — Санкт-Петербург: тип. Глав. упр. уделов, 1897—1898.
- Из колыбели цивилизации. Письма из кругосветного путешествия. — СПб.: тип. М. Меркушева, 1898. — 660 с.
- Индия и Цейлон. — Санкт-Петербург: О. Н. Попова, 1900. — [2], 102 с.: ил. — (Рассказы о разных странах и народах)
- Как живут китайцы. — 4-е изд. Перепеч. со 2-го изд. — Харьков: Изд. ком. Харьк. о-ва грамотности, 1904. — 32 с.
- О полярных странах. — Харьков: Изд. ком. Харьк. о-ва распространения в народе грамотности, 1904. — 48 с.
- Курс землеведения. — СПб.: Тип. Тренке и Фюсно, 1909. — XVI, 989 с.
- История русской флоры // Естествознание и география. — 1909. — Т. 14. — С. 20—32.
- Натуралист на Кавказе: [Очерки]. [Вып. 1]. — Пятигорск: изд. электро-мех. тип. К. К. Кибардина, 1910. — 58 с.
- Натуралист на Кавказе: [Очерки]. [Вып. 2]. — Пятигорск: изд. электро-мех. тип. К. К. Кибардина, 1911. — 43 с.
- Начатки третичной флоры юга России // Тр. Об-ва испытателей природы при Императорском Харьковском университете. — Харьков: Тип. «Печатник», 1910 (1911). — Т. XLIV. — С. 148—253.
- Южная Колхида. Очерк. — Пг: Изд. П. П. Сойкина, 1915. — 36 с., 1 л. карт. : ил с. — (Знание для всех). — с 36 репродукциями и картой Южного Кавказа
- Под тропиками Азии. — М.: Географгиз, 1956. — 262 с.
- У подножия Гималаев: Индо-Гангская равнина; Деканское плоскогорье // Хрестоматия по физической географии зарубежных стран. — М., 1960.

## Про нього
- Профессоръ Андрей Николаевичъ Красновъ (1862—1914). Сборникъ под редакціей приватъ-доцента Императорскаго Харьковскаго Университета В. И. Таліева. [Архівовано 3 грудня 2019 у Wayback Machine.]— Харьковъ: Типографія М. Х. Сергѣева, 1916.— 227 с.
- Мильков Ф. Н. А. Н. Краснов — географ и путешественник. — М.: Географгиз, 1955. — 176 с.
- Мильков Ф. Н. А. Н. Краснов и его географические труды // Краснов А. Н. Под тропиками Азии / Под ред., со вступит. ст. и примеч. проф. Ф. Н. Милькова; Худож. Н. А. Шишловский. — М.: Географгиз, 1956. — С. 3-14. — 264, [18] с. — 50 000 экз.
- Бейлин, И. Г., Парнес, В. А. Андрей Николаевич Краснов. — М.: Наука, 1968. — 260 с. — (Научно-биографическая серия).
- Парнес, В. А. На аллее Батумского ботанического сада. — Батуми: Сабчота Аджара, 1982.
- Стебаев, И. В. Ученики В. В. Докучаева — А. Н. Краснов и В. И. Вернадский: генезис нового научного мировоззрения // Классическое естествознание и современная наука / Под ред. С. С. Митрофановой. — Новосибирск: НГУ, 1991. — С. 13—28.
- Федотова, А. А. Ботаники в Нижегородской экспедиции В. В. Докучаева: «старые» территории, новые задачи // Истор.-биол. иссл. : журнал. — 2010. — № 4. — С. 66—83.